# 餅勧進
餅勧進（もっかんじん）は、宮崎県えびの市、小林市、鹿児島県湧水町一帯に伝わる民俗風習の一つ。

## 概要
厄年の男女の厄払い行事で、1月14日の夜に行われる伝統奇祭である。厄年の男女を中心とした5〜6人のグループが奇抜な化粧で変装し、大きな出来事があった個人宅や主要施設などを訪問した後、神事を行った後に音楽に合わせて踊り、厄払い・無病息災・家内安全を祈願する。かつては訪問を受けた家で餅を貰う（勧進する）のが風習であったが、最近では祝儀や焼酎を出すことが多い。